# Deksloksiglumid
Deksloksiglumid je lek koji deluje kao holecistokininski antagonist, koji je selektivan za  tip receptora. On inhibira gastrointestinalnu motilnost i redukuje želudačnu sekreciju. Mada stariji selektivni  antagonisti poput lorglumida i devazepida nisu dospeli do kliničkih upotrebe, deksloksiglumid se istražuje kao potencijalni lek za niz gastrointestinalnih problema, među kojima je upalna bolest creva, dispepsija, konstipacija i pankreatitis.

## Spoljašnje veze
|  | Molimo Vas, obratite pažnju na važno upozorenje u vezi sa temama iz oblasti medicine (zdravlja). |